# Gyoha-dong
Gyoha-dong (koreanska: 교하동) är en stadsdel i staden Paju i provinsen Gyeonggi i den nordvästra delen av Sydkorea, 30 km norr om huvudstaden Seoul.